# دن دیلی
دانیل جیمز دیلی جونیور (انگلیسی: Daniel James Dailey Jr.؛ زاده ۱۴ دسامبر ۱۹۱۵ درگذشته ۱۶ اکتبر ۱۹۷۸) یک بازیگر اهل ایالات متحده آمریکا بود.

## بخشی از فیلم‌شناسی
- مرویان زیگفیلد (۱۹۴۱)
- When My Baby Smiles at Me در نقش اسکید جانسون (نامزد جایزه اسکار بهترین بازیگر نقش اول مرد سال ۱۹۴۸)
- افتخار دیگر ارزشی ندارد (۱۹۵۲)
- تاکسی (۱۹۵۳)
- هیچ شغلی بهتر از نمایش نیست (۱۹۵۴)
- نشان عقاب (۱۹۵۷)
- پپه (۱۹۶۰)

## بخشی از افتخارات
- کاندیدای گلدن گلوب بهترین بازیگر مرد کمدی با موزیکال برای فیلم وقتی ویلی می آید راهپیمایی در سال ۱۹۵۰

## مرگ
دیلی در سال 1977 لگن خود را شکست و دچار کم خونی شد. او در 16 اکتبر 1978 به دلیل عوارض ناشی از جراحی تعویض مفصل ران درگذشت. او در پارک یادبود Forest Lawn در گلندیل، کالیفرنیا به خاک سپرده شد.